# Renfe série S-730
Le S-730 (pour Série 730, nom d'exploitation de la Renfe), est une automotrice à grande vitesse circulant sur le réseau ferré espagnol. 
Fin 2009, la Renfe a annoncé la transformation de 15 unités de la série 130 (130.011 à 130.025) pour former autant de rames bimodes de la série 730.
Celles-ci sont composées de neuf voitures Talgo série 7 (contre 11 pour une rame S-130 d'origine), les deux voitures d'extrémité étant remplacées par des fourgons-générateur délivrant l'énergie électrique nécessaire aux moteurs de traction sur les tronçons non électrifiés. 
Les rames Talgo constituent une rame articulée avec des bogies mono-essieu intercalaires, sauf pour les remorques d'extrémité qui disposent d'une interface d'accouplement classique (crochet + tampons) et d'un bogie mono-essieu sous la caisse. Du fait des 6.6 tonnes du moteur Diesel MTU 12V4000R43L de 1 800 kW, les fourgons-générateur ont été reconstruits et disposent d'un bogie à deux essieux côté locomotive.

## Utilisation

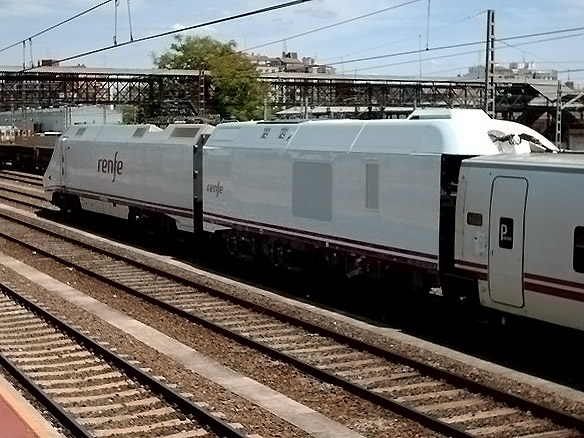
La motrice et son fourgon-générateur.

Bimodes (électrique ou Diesel), bitensions (3 / 25 kV) et équipés d'essieux à écartement variable manœuvrables en route (15 km/h), ces rames ont une flexibilité maximale pour desservir des relations longue distance en cours de conversion à la grande vitesse. Lors de leur mise en service en 2012, elles furent affectées à la relation (Alicante - Madrid - Galice (Saint-Jacques-de-Compostelle, La Corogne, Ferrol) dont le tronçon intermédiaire n'est pas électrifié.

## Description

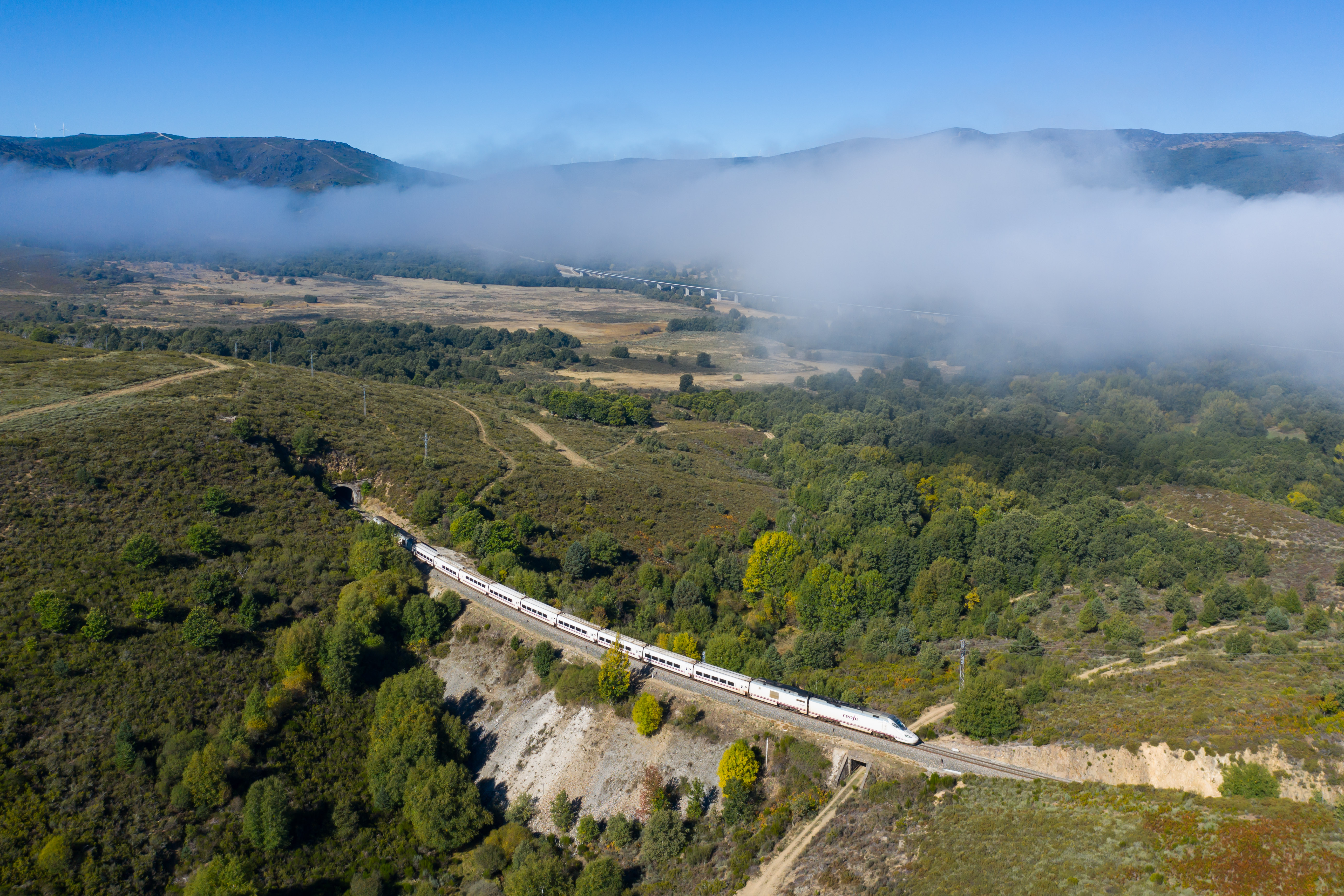
Une rame Renfe 730 près de Pedralba de la Pradería, province de Zamora. Le train circule sur une ancienne ligne non électrifiée entre La Corogne et Zamora. La construction de la nouvelle ligne à grande vitesse peut être aperçue au niveau des nuages. Octobre 2019.

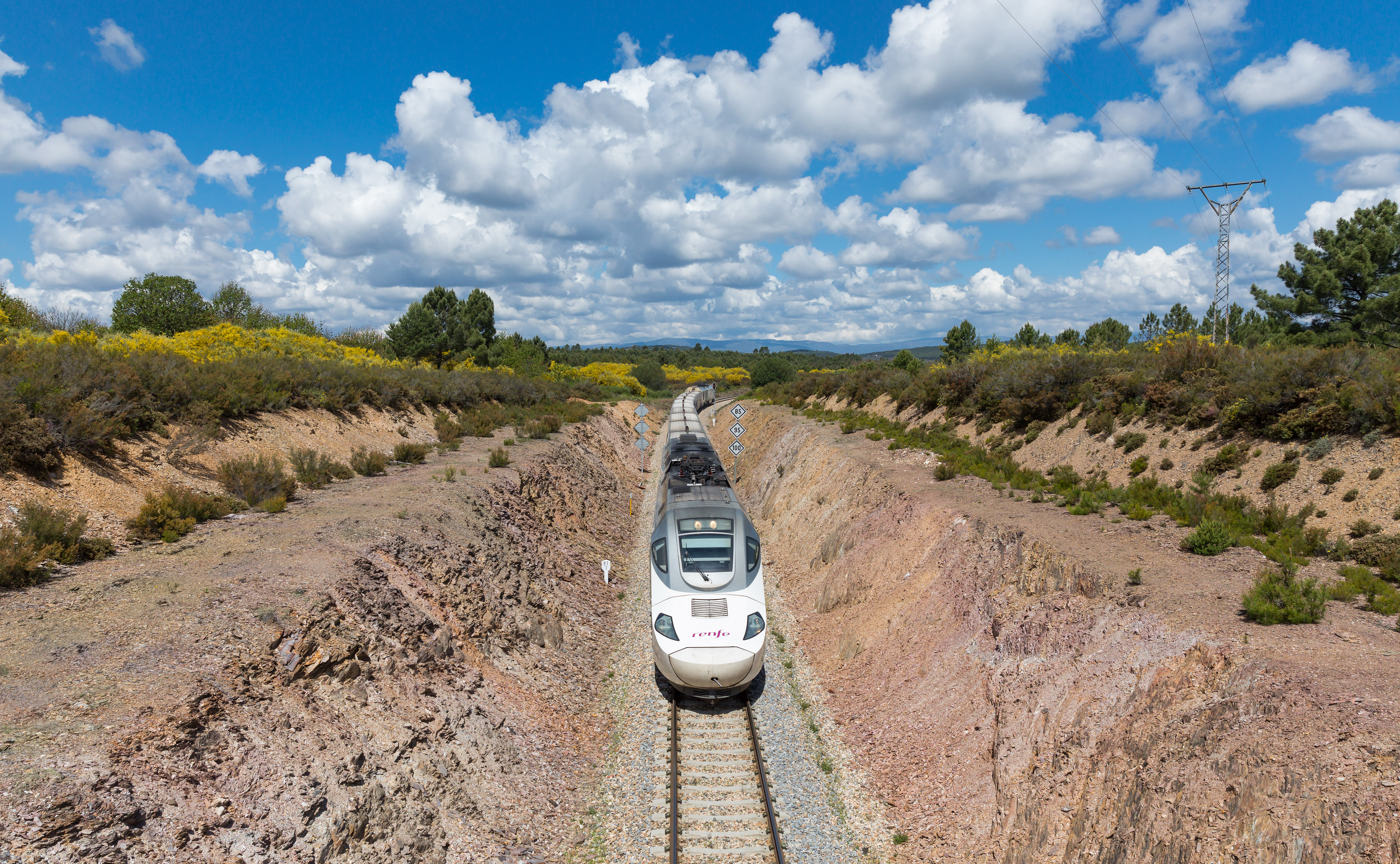
Un train motorisé par une locomotive S-730 près de la Estación de Linarejos-Pedroso. Mai 2017.

Les moteurs fournissent une puissance totale de 4800 kW sur les lignes électrifiées en 25 kV et une vitesse maximale de 250 km/h. Sur les lignes électriques classiques (sous 3 kV), la puissance est de 4 000 kW, la vitesse maximale 220 km/h, et l'accélération latérale de 1,2 m/s2. Les moteurs diesel fournissent 2 × 1 800 kW et permettent d'atteindre la vitesse de 180 km/h.

### Accidents
Le 24 juillet 2013, une rame S-730 au départ de Madrid à destination de Ferrol en Galice transportant 222 personnes a déraillé dans une courbe sur un court et sinueux tronçon de ligne classique précédant la gare de Saint-Jacques-de-Compostelle dont la vitesse est limitée à 80 km/h. Le bilan fait état de 79 morts et de 143 blessés.